# Tepuihyla edelcae
Tepuihyla edelcae är en groddjursart som först beskrevs av Ayarzagüena, Señaris och Stefan Gorzula 1993.  Tepuihyla edelcae ingår i släktet Tepuihyla och familjen lövgrodor. IUCN kategoriserar arten globalt som livskraftig. Inga underarter finns listade i Catalogue of Life.